# Secuenciación del exoma

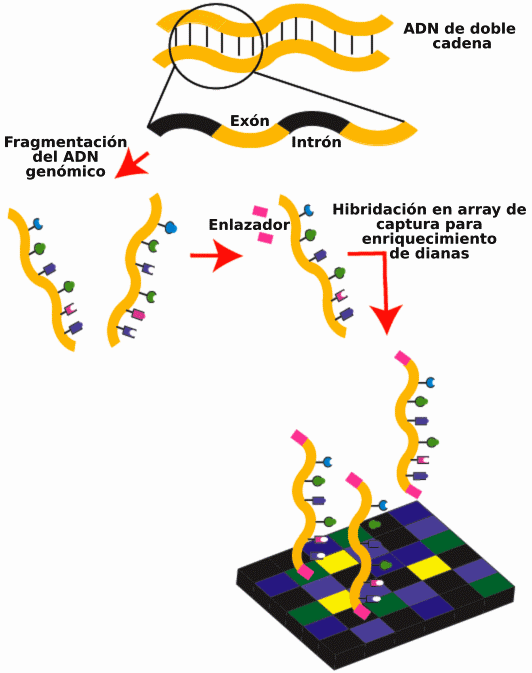
Flujo de trabajo de la secuenciación de exoma: parte 1.

La secuenciación del exoma, también conocida como secuenciación del exoma completo (WES), es una técnica genómica utilizada para secuenciar todas las regiones de los genes que codifican para proteínas en un genoma (conocido como exoma). Esta técnica consta de dos pasos claramente diferenciados: el primer paso es seleccionar solamente el ADN que codifica para proteínas. Estas regiones se conocen como exones - los humanos tenemos alrededor de 180.000 exones, que constituyen casi un 1% del genoma humano, aproximadamente 30 millones de pares de bases. El segundo paso es secuenciar este ADN utilizando cualquier técnica de secuenciación de alto rendimiento.
Utilizando este enfoque se pretende identificar aquellas variantes genéticas que alteran las secuencias de proteínas, y hacerlo a un costo mucho menor que una secuenciación de genoma completo. Puesto que estas variantes pueden ser responsables tanto de Enfermedades Mendelianas como de Enfermedades poligénicas comunes, como puede ser el Alzheimer, la secuenciación de exoma completo se está aplicando no solamente en investigación académica, sino también diagnóstico clínico. 

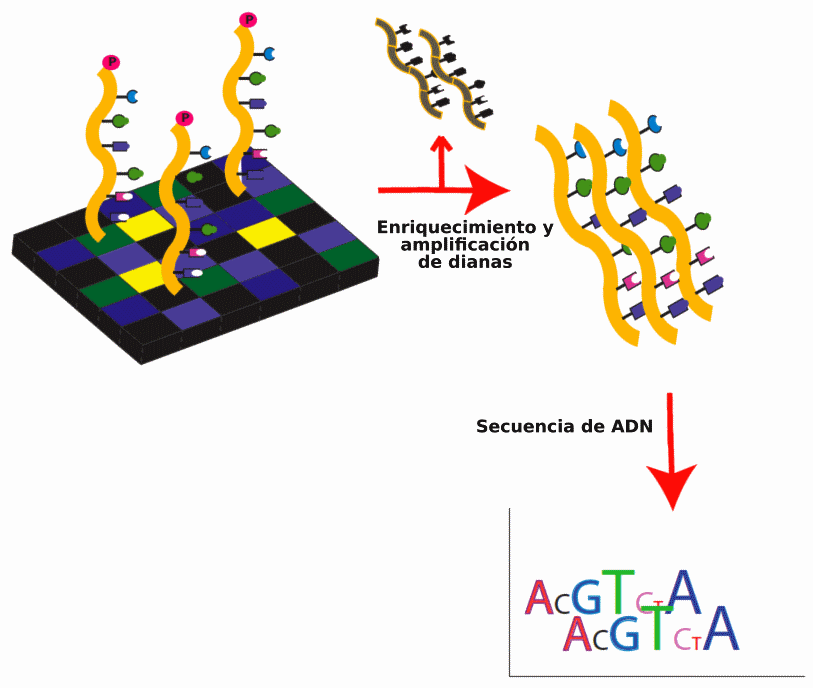
Flujo de trabajo de la secuenciación de exoma: parte 2

## Detección de mutaciones en cáncer
Una de las muchas utilidades que tiene actualmente la secuenciación del exoma completo es utilizarla como base para detectar variaciones de nucleótido único o "SNV" (Single Nucleotide Variant), que de alguna manera estén relacionadas con la aparición de un tumor. Además, al ser un análisis del exoma, estas variaciones se reducen solamente a genes que codifican para proteínas, por lo que su detección aporta información de gran interés, no sólo al campo de investigación del cáncer sino también a la investigación de proteínas y de biología molecular.
El mayor problema que presentan este tipo de estudios es su baja reproducibilidad (11-49%), junto con una falta de consenso sobre cuáles son los protocolos óptimos durante las distintas etapas del procesamiento de la muestra, desde su obtención y almacenaje, hasta las distintas herramientas bioinformáticas utilizadas para analizar los datos. Tratando de solventar algunos de estos problemas, se realizó un macro estudio en el que se compararon datos de WGS y de WES de distintos tipos de muestras de la misma línea celular tumoral, de ocho centros distintos utilizando protocolos, cantidades de entrada de ADN y secuenciadores diferentes. Las recomendaciones obtenidas del trabajo fueron las siguientes:  
- Cantidad de ADN de entrada y construcción de librería: el tamaño de fragmento ideal estaría entre 250-350 pares de bases (pb), el método de fragmentación sonicación para fragmentos de más de 250pb y enzimático para fragmentos menores de 200pb. En cuanto a la cantidad de ADN depende de la librería escogida, 200-1000ng para TruSeq PCR-free, 10-200ng para TruSeq-Nano o 1-100ng para Nextera Flex.

- Cobertura de lectura y seguro de calidad: si el porcentaje de contenido en células tumorales de la muestra es mayor al 50%, se recomienda coberturas x100, pero si el contenido es menor a 50%, se recomienda una cobertura x200. Además para asegurar una buena calidad de los resultados se recomienda que las lecturas redundantes sean menores a un 30%, que las mapeables sean superiores a un 95%, que el contenido en GC esté entre 45-48% y un GIV menor a 1,5.

- Programas de alineamiento: se utilizaron tres Bowtie2, BWA-MEM y NovoAlign pero no se encontraron diferencias significativas para WES.

- Detector de mutaciones: de los tres utilizados (MuTect2, SomaticSniper y Strelka2) el que obtuvo mejores resultados con mucha diferencia fue MuTect2.

Además, como observaciones finales en este trabajo se concluyó que la detección de mutaciones en cancer es un proceso inherentemente integrado del cual cada componente y cada combinación de estos es igual de importante y, finalmente, que los estudios de revisión y validación deben realizarse teniendo en cuenta todo el proceso, desde la muestra hasta el resultado.